# William Marchant (lleialista)
William "Frenchie" Marchant (Belfast, 9 d'agost de 1947 - 28 d'abril de 1987) va ser un lleialista nord-irlandès, destacat membre de la Força Voluntària de l'Ulster (UVF). La Garda irlandesa el va considerar sospitós dels atemptats amb cotxes bomba de Dublín de 1974, i presumptament era el líder de la unitat de l'UVF de Belfast coneguda com "Freddie and the Dreamers", que va segrestar i robar els tres cotxes que es van utilitzar en els atemptats. Nou dies després dels atemptats, va ser detingut i empresonat a la presó de Maze. Mai va respondre els interrogatoris i no es van aconseguir proves per jutjar-lo.
Marchant va ocupar el rang de major a la companyia A de l'UVF (1r batalló de la brigada de Belfast). Va ser assassinat a trets per un membre de l'IRA Provisional que el va disparar des d'un cotxe mentre es trobava davant del fish and chips "The Eagle", sota la seu que el Partit Unionista Progressista tenia a Shankill Road.